# Runcu Mare, Hunedoara
Runcu Mare este un sat în comuna Lelese din județul Hunedoara, Transilvania, România.

## Vezi și
- Biserica de lemn din Runcu Mare

## Imagini

Runcu Mare în Harta Iosefină a Transilvaniei, 1769-1773